# Кривой, Евгений Андреевич
Евге́ний Андре́евич Криво́й (1917—1994) — капитан Рабоче-крестьянской Красной Армии, участник советско-финской и Великой Отечественной войны, Герой Советского Союза (1940).

## Биография
Евгений Кривой родился 24 февраля 1917 года в Житомире. После окончания четырёх классов школы работал на мебельной фабрике. В 1938 году Кривой был призван на службу в Рабоче-крестьянскую Красную Армию. Участвовал в советско-финской войне, будучи башенным стрелком танка 108-го танкового батальона 35-й легкотанковой бригады 7-й армии Северо-Западного фронта.
Экипаж Кривого, в который кроме него входили командир Даниил Диденко и механик-водитель Арсений Крысюк, принимал участие в 20 атаках на финские позиции. 20 февраля 1940 года, идя головным танком штурмовой группы, танк Кривого был подбит тремя снарядами. Экипаж с группой сапёров залёг в снегу и успешно отражал финские контратаки. 7 марта 1940 года экипаж, ведя разведку боем в районе станции Тяйлисуо, попал в засаду. Когда танк был подбит, танкисты покинули его и отражали финские атаки при помощи пулемётов и гранат, продержавшись до подхода основных сил.
Указом Президиума Верховного Совета СССР от 21 марта 1940 года за «отвагу и мужество, проявленные в боях с белофиннами» красноармеец Евгений Кривой был удостоен высокого звания Героя Советского Союза с вручением ордена Ленина и медали «Золотая Звезда» за номером 427.
В 1942 году Кривой окончил Ульяновское танковое училище. Участвовал в боях Великой Отечественной войны. В октябре 1945 года в звании капитана Кривой был уволен в запас. Проживал в городе Ирпень Киевской области Украины, умер 4 апреля 1994 года.
Был также награждён двумя орденами Отечественной войны 1-й степени и рядом медалей.